# 5 septembrie
ianuarie • februarie • martie  • aprilie  • mai  • iunie  • iulie  • august  • septembrie  • octombrie  • noiembrie  • decembrie
5 septembrie este a 248-a zi a calendarului gregorian și a 249-a zi în anii bisecți. Mai sunt 117 zile până la sfârșitul anului.

## Evenimente

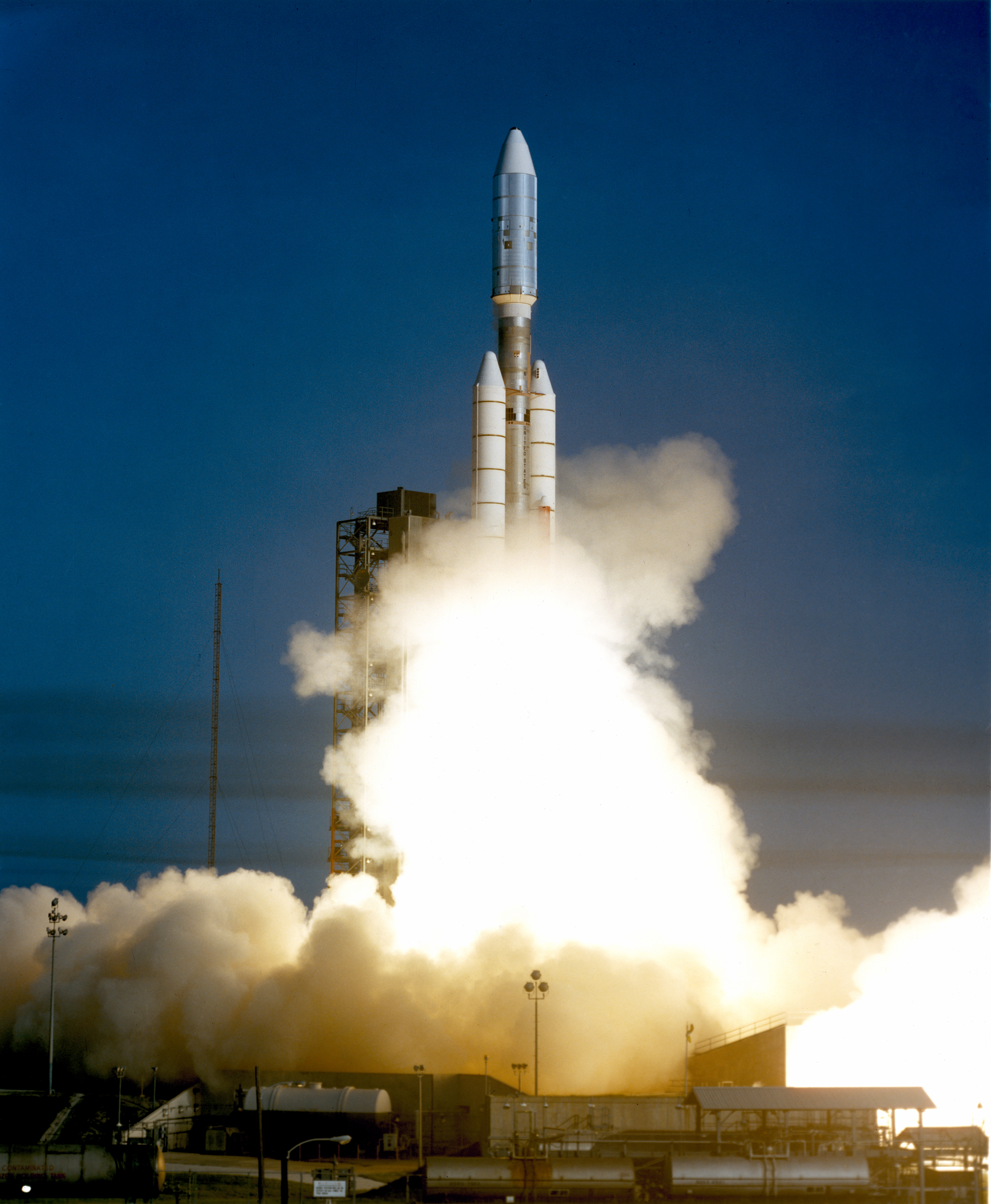
1977: NASA lansează nava spațială Voyager 1. Va fi primul obiect creat de om care va ajunge în spațiul interstelar.

- 1661: Nicolas Fouquet, ministrul de finanțe al regelui Ludovic al XIV-lea al Franței, este arestat la Nantes de D'Artagnan, căpitan al muschetarilor regelui.
- 1666: Se termină Marele incendiu din Londra: 10.000 clădiri inclusiv Catedrala Saint Paul din Londra sunt distruse, însă numai 6 oameni au murit.
- 1698: Țarul Petru cel Mare al Rusiei a introdus un impozit pe bărbi, cu excepția clerului și a țărănimii, pentru a-și determina poporul să renunțe la obiceiurile orientale.
- 1725: Nunta regelui Ludovic al XV-lea al Franței cu Maria Leszczyńska.
- 1793: Revoluția franceză: Convenția națională franceză inițiază domnia terorii.
- 1839: Regatul Unit declară război dinastiei Qing din China.
- 1905: Sub medierea președintelui SUA Theodore Roosevelt, războiul ruso-japonez a luat sfârșit prin semnarea tratatului de la Portsmouth.
- 1914: Primul Război Mondial: A început prima bătălie de pe Marna, în care au murit 550.000 de soldați, după ce armata franceză a atacat armata germană care avansa spre Paris.
- 1916: Primul Război Mondial: A început Bătălia de la Bazargic.
- 1939: Japonia și Statele Unite își declară neutralitatea în "războiul european".
- 1940: Regele Carol al II-lea suspendă Constituția din februarie 1938 și cedează generalului Ion Antonescu principalele prerogative regale.
- 1944: Armata a IV-a română oprește ofensiva germano-ungară din centrul Transilvaniei.
- 1944: Belgia, Țările de Jos și Luxemburg constituie Benelux.
- 1946: Tratatul Gruber-De Gasperi: Italia recunoaște limba germană, alături de limba italiană, ca limbă oficială în Trentino-Tirolul de Sud. Locuitorilor le este permis în mod expres să revină la vechile nume, de dinaintea italienizării forțate practicate de regimul Mussolini.
- 1960: Poetul Léopold Sédar Senghor este ales primul președinte al Senegal.
- 1972: Jocurile Olimpice de la München: Opt teroriști arabi, reprezentând grupul militant "Septembrie Negru", au pătruns în Satul Olimpic, au ucis 2 membri ai delegației Israelului și i-au luat ostateci pe alți 9. În timpul operațiunii de salvare au murit ostaticii, 5 teroriști și un polițist.
- 1977: Programul Voyager: NASA lansează nava spațială Voyager 1. Va fi primul obiect creat de om care va ajunge în spațiul interstelar.
- 1980: Inaugurarea tunelului St. Gotthard din Elveția; cel mai lung tunel de autostradă din lume (16,22 km) și se întinde de la Goschenen la Airolo.

## Nașteri
- 1187: Ludovic al VIII-lea al Franței (d. 1226)
- 1568: Tommaso Campanella, teolog, filosof, poet italian (d. 1639)
- 1638: Ludovic al XIV-lea al Franței (Regele Soare) (d. 1715)
- 1641: Robert Spencer, al II-lea Conte de Sunderland (d. 1702)
- 1667: Giovanni Gerolamo Saccheri, matematician italian (d. 1733)
- 1704: Maurice Quentin de la Tour, pictor francez (d. 1788)
- 1722: Frederic Christian, Elector de Saxonia (d. 1763)
- 1733: Christoph Martin Wieland,  prozator și poet german (d. 1813)

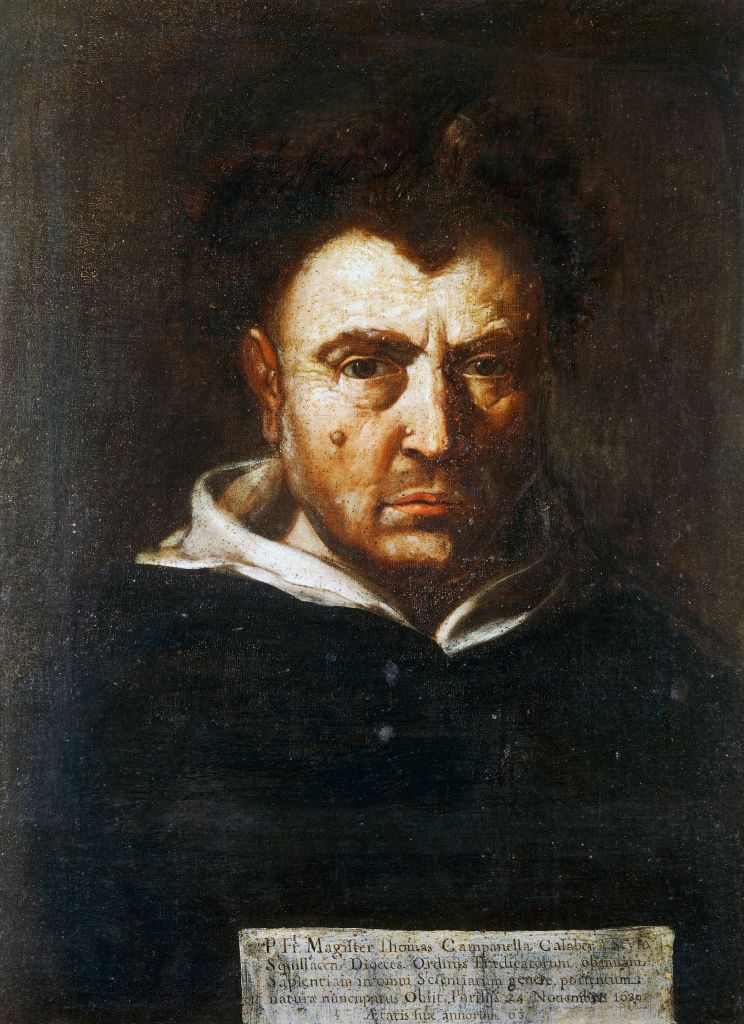
Tommaso Campanella, teolog, filosof, poet italian
Ludovic al XIV-lea al Franței
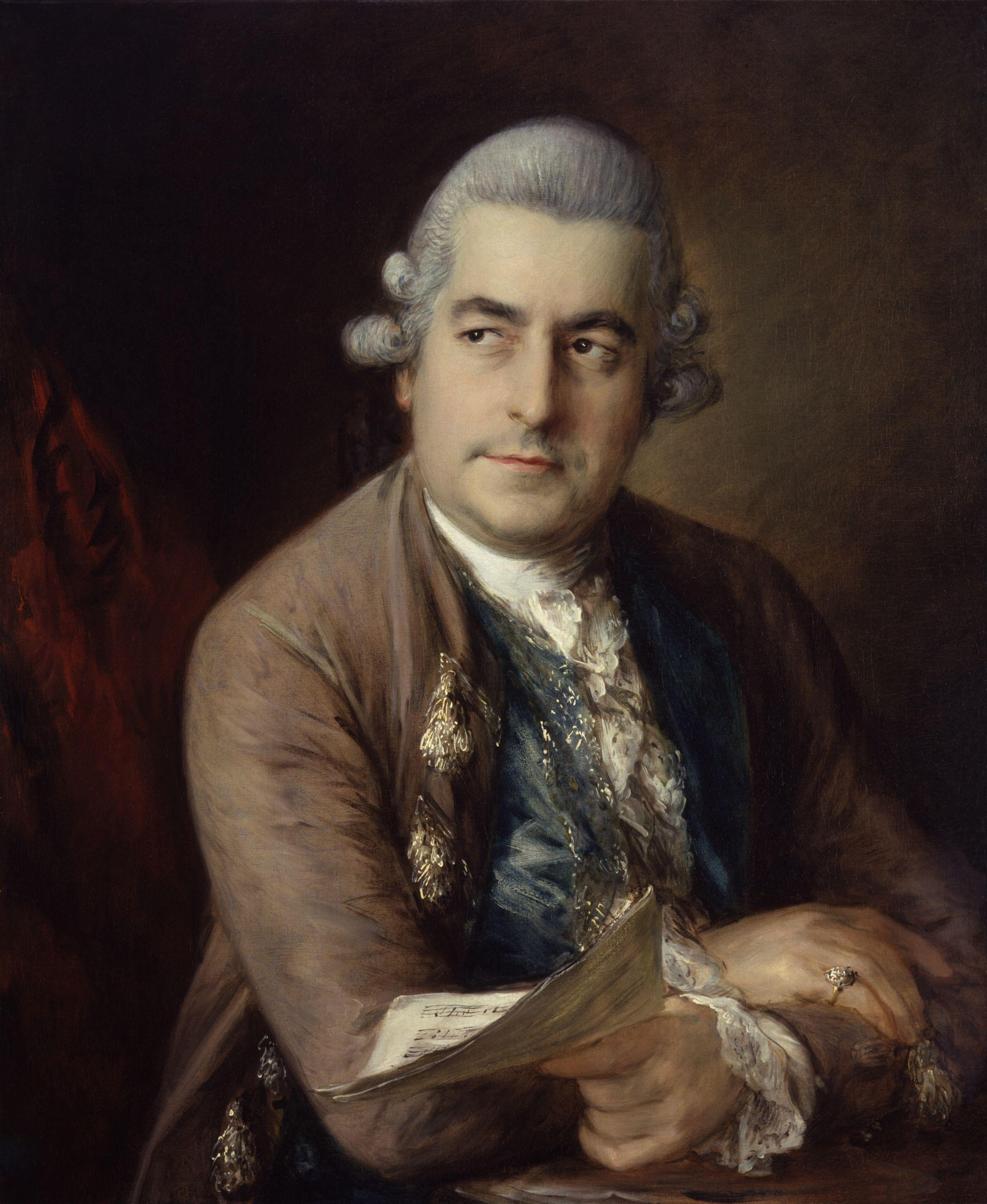
Johann Christian Bach, compozitor german

- 1735: Johann Christian Bach, compozitor german (d. 1782)
- 1771: Carol, duce de Teschen, mareșal austriac (d. 1847)
- 1774: Caspar David Friedrich, pictor german (d. 1840)
- 1791: Giacomo Meyerbeer, compozitor german (d. 1864)
- 1817: Aleksei Konstantinovici Tolstoi, poet, dramaturg și prozator rus (d. 1875)
- 1834: Vicente Palmaroli, pictor spaniol (d. 1896)
- 1839: Mihail (Gheorghiad) Obedenaru, medic, publicist și diplomat român (d. 1885)
- 1846: Jack Daniel, om de afaceri american, fondator Jack Daniel's (d. 1911)
- 1854: Emanoil Riegler, medic și farmacolog român (d. 1929)
- 1858: Alexandru Vlahuță, scriitor român (d. 1919)
- 1867: Arthur Verona, pictor român (d. 1946)
- 1869: Carolina Maria de Austria, prințesă de Saxa-Coburg-Kohary (d. 1945)
- 1878: Ambrogio Antonio Alciati, pictor italian (d. 1929)
- 1888: Sarvepalli Radhakrishnan, filosof și politician indian, al 2-lea președinte al Indiei (d. 1975)
- 1905: Arthur Koestler, scriitor englez de origine maghiară (d. 1983)
- 1912: John Cage, compozitor și filozof american (d. 1992)
- 1915: Paul Păun, artist și poet suprarealist român (d. 1994)
- 1919: Rudolf de Habsburg-Lorena, fiu al împăratului Carol I al Austriei (d. 2010)
- 1921: Adrian Marino, teoretician și critic literar român (d. 2005)
- 1926: Carmen Petra-Basacopol, compozitoare română (d. 2023)
- 1928: Corneliu Gârbea, actor român (d. 2018)
- 1929: Catinca Ralea (fiica filosofului și esteticianului Mihail Ralea), traducătoare din literaturile engleză, americană și franceză (d. 1981)
- 1931: Constantin Codrescu, actor român de teatru și film (d. 2022)
- 1931: Franz Remmel, etnolog, jurnalist și scriitor român de limba germană (d. 2019)
- 1939: Getulio Alviani, artist italian (d. 2018)
- 1940: Raquel Welch, actriță americană (d. 2023)
- 1941: Rachid Boudjedra, scriitor algerian
- 1942: Werner Herzog, regizor, producător, scenarist, actor și editor de film german
- 1946: Freddie Mercury, solistul trupei Queen (d. 1991)
- 1948: Sándor Kónya-Hamar, politician român
- 1948: Lydie Salvayre, scriitoare franceză
- 1951: Paul Breitner, fotbalist și jurnalist german

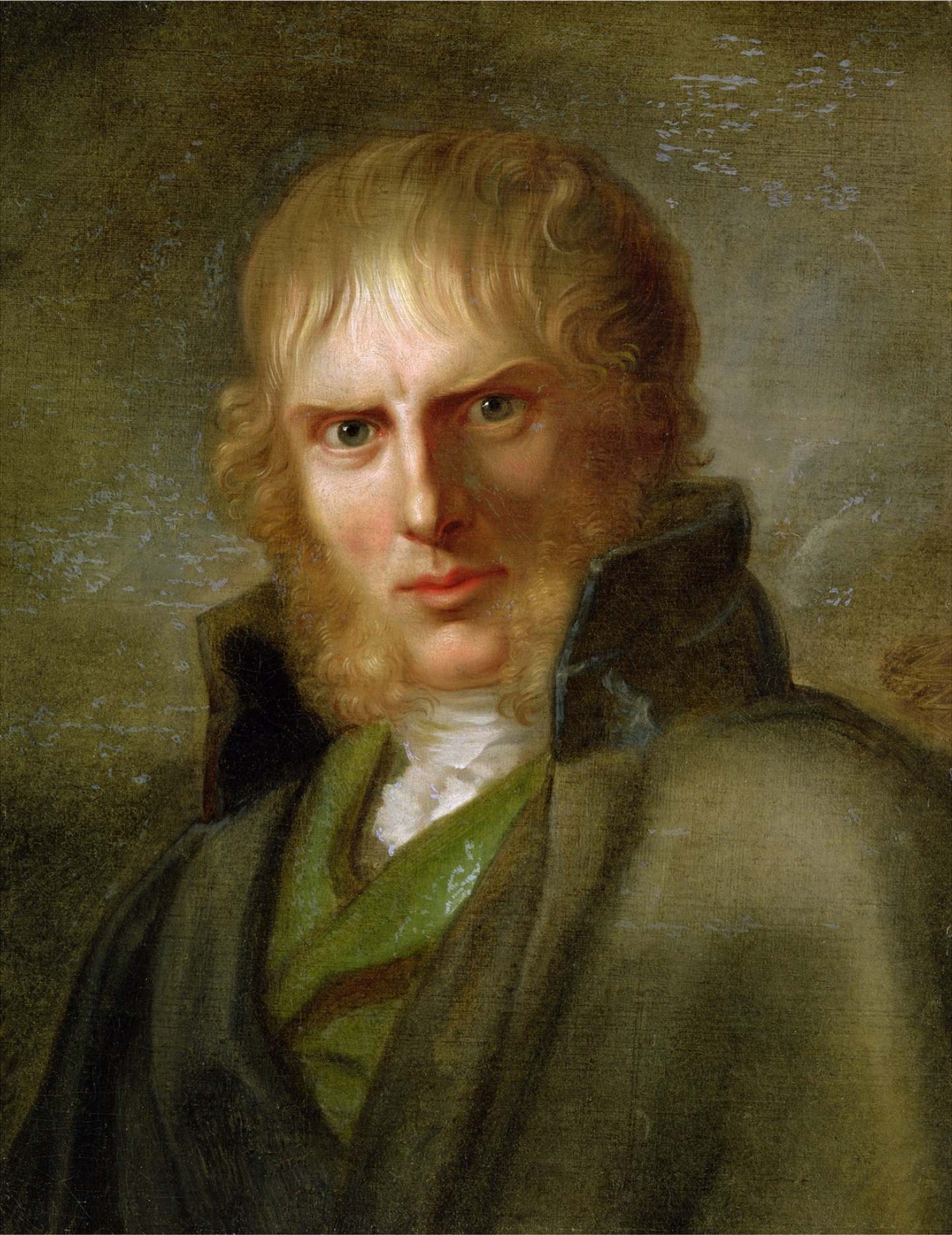
Caspar David Friedrich, pictor german
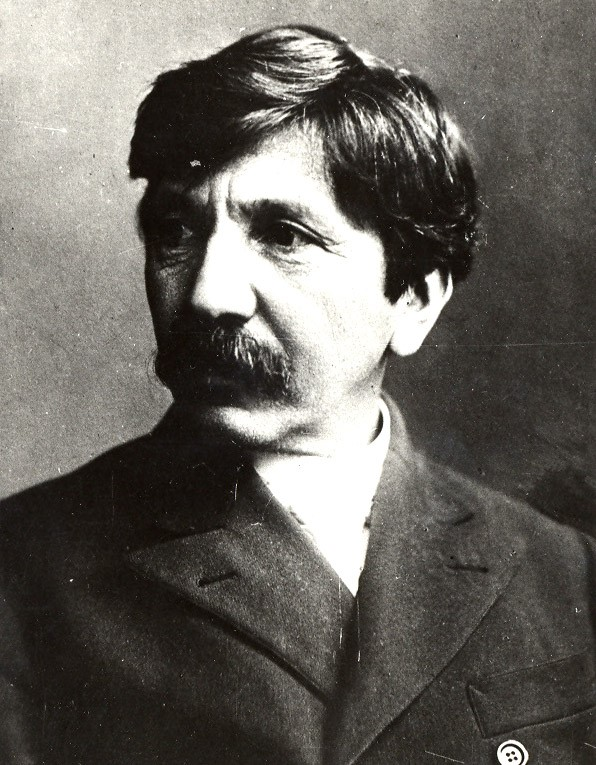
Alexandru Vlahuță, scriitor român
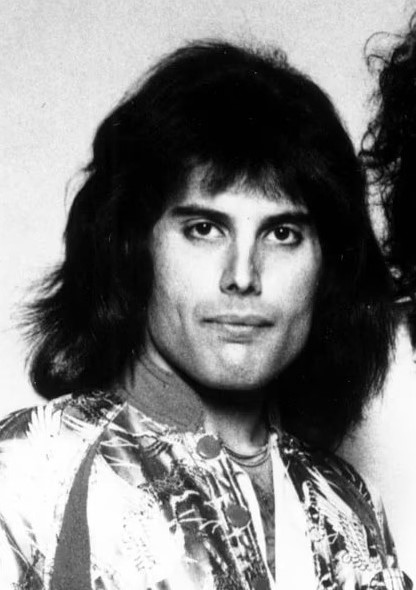
Freddie Mercury, solistul trupei Queen

- 1951: Michael Keaton, actor american
- 1952: Ahmad Al-Abdullah Al-Sabah, economist și politician kuweitian, prim-ministru al Kuweitului
- 1960: Claudiu Istodor, actor român
- 1964: Serhii Loznîțea, regizor ucrainean
- 1967: Matthias Sammer, jucător și antrenor german de fotbal
- 1969: Leonardo, fotbalist și antrenor brazilian
- 1971: Mariana Durleșteanu, economistă, diplomată și politiciană din Republica Moldova
- 1973: Corneliu Papură, fotbalist și antrenor român de fotbal
- 1973: Valentin Velcea, fotbalist român
- 1976: Vadim Boreț, fotbalist din Republica Moldova
- 1976: Tatiana Guțu, gimnastă sovietică și ucraineană
- 1977: Alin Chița, fotbalist român
- 1978: John Carew, fotbalist norvegian
- 1981: Filippo Volandri, jucător italian de tenis
- 1984: Paul Negoescu, regizor și scenarist român de film
- 1984: Marina Radu, jucătoare română de polo pe apă
- 1986: Cătălin Fercu, rugbist român
- 1986: Kamelia, cântăreață română
- 1988: Nuri Șahin, fotbalist turc
- 1990: Kim Yu-Na, patinatoare sud-coreeană

## Decese
- 1235: Henric I de Brabant (n. 1165)
- 1548: Catherine Parr, a șasea soție a regelui Henric al VIII-lea al Angliei (n. 1512)
- 1803: Pierre Choderlos de Laclos, scriitor francez (n. 1741)
- 1857: Auguste Comte, filosof, matematician, sociolog francez (n. 1798)
- 1864: Ioan Maiorescu, pedagog român (n. 1811)
- 1867: Landgraful Wilhelm de Hesse-Cassel (n. 1787)
- 1891: Jules-Élie Delaunay, pictor francez (n. 1828)

Auguste Comte, filosof, matematician, sociolog francez
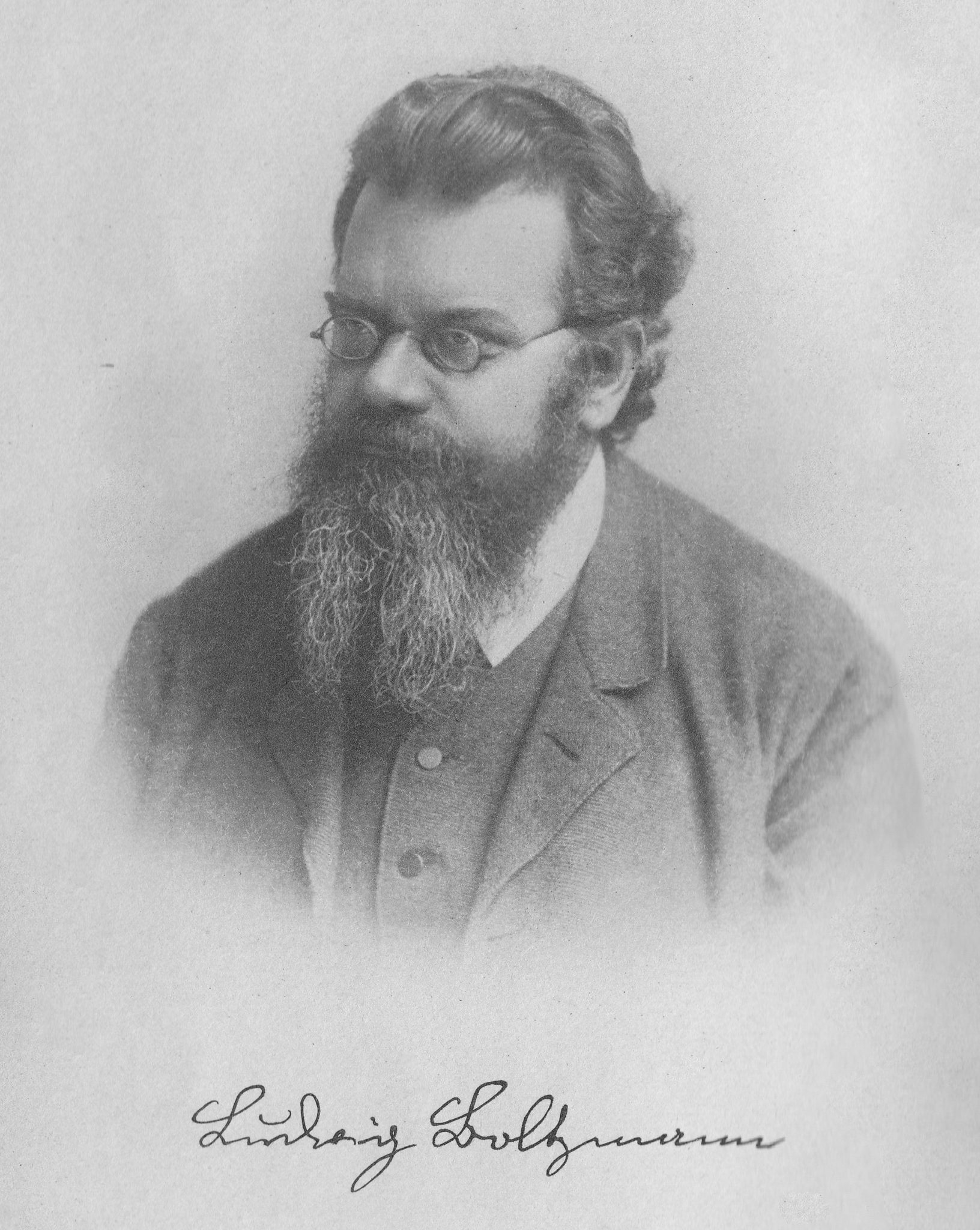
Ludwig Boltzmann, fizician și matematician austriac
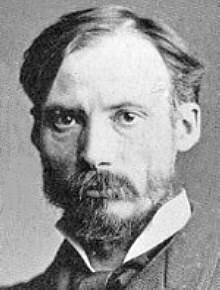
Pierre-Auguste Renoir, pictor francez

- 1914: Charles Péguy, scriitor francez (n. 1873)
- 1931: Isabella de Croÿ, ducesă de Teschen (n. 1856)
- 1938: Gheorghe Mărdărescu, general român (n. 1866)
- 1951: Prințesa Milica de Muntenegru, Mare Ducesă a Rusiei (n. 1905)
- 1959: Gheorghe Danga, compozitor și dirijor român (n. 1905)
- 1986: Nicuță Tănase, scriitor umoristic român (n. 1924)
- 1992: Fritz Leiber, scriitor american de SF și fantasy (n. 1910)
- 1994: Elena Ilinoiu Codreanu, membră a Mișcării Legionare și soția lui Corneliu Zelea Codreanu (n. 1902)
- 1997: Maica Tereza, misionară catolică de origine albaneză, laureată a Premiului Nobel (n. 1910)
- 2004: Grigore Gheba, matematician român (n. 1912)
- 2015: Setsuko Hara, actriță japoneză (n. 1920)

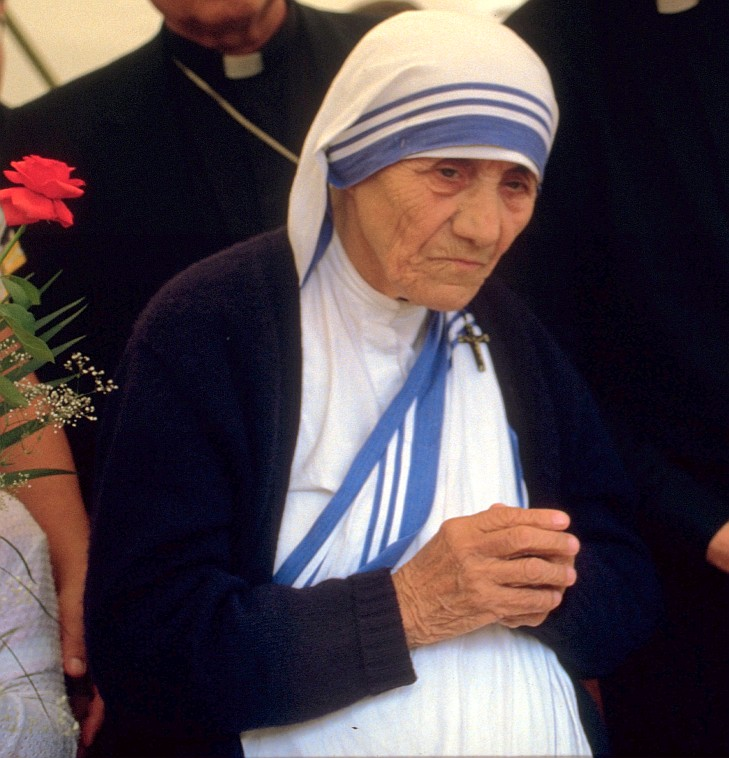
Maica Tereza, misionară catolică
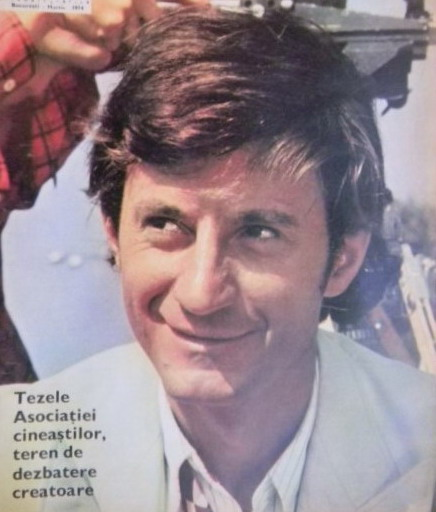
Ion Caramitru, actor român
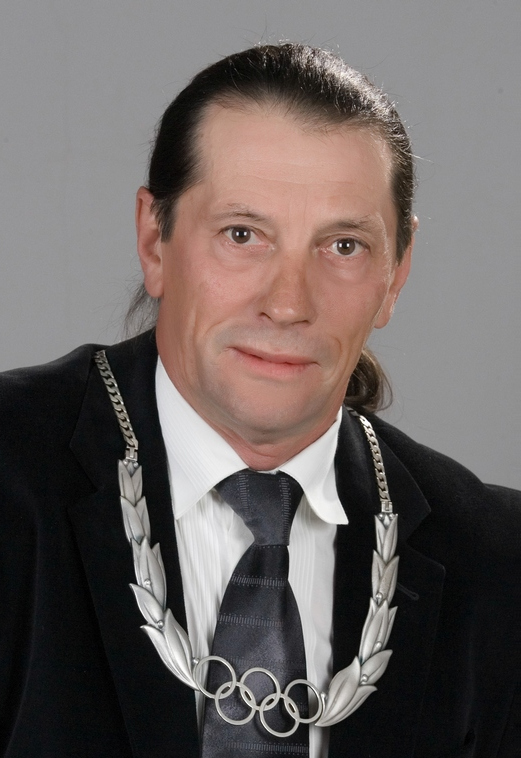
Ivan Patzaichin,  canoist român

- 2020: Jiří Menzel, regizor de film, regizor de teatru, actor și scenarist ceh (n. 1938)
- 2021: Ivan Patzaichin, multiplu campion român, olimpic și mondial la caiac-canoe (n. 1949)
- 2021: Ion Caramitru, actor, regizor și politician român  (n. 1942)
- 2024: Sérgio Mendes, muzician brazilian (n. 1941)

## Sărbători
- Sf. Prooroc Zaharia, tatăl Sf. Ioan Botezătorul; Sf. Mc. Urban (calendar ortodox)